# Rex Norris
Richard Alexander Norris, detto Rex (18 luglio 1899 – Ealing, 17 settembre 1980), è stato un hockeista su prato indiano.

## Palmarès

### Olimpiadi
- Oro a Amsterdam 1928 nell'hockey su prato.